# Psilocybe acutipilea
Espèce
Psilocybe acutipilea est une espèce de champignons du genre Psilocybe au sein de la famille Strophariaceae. Décrite en 1881 par Carlos Luis Spegazzini, l'espèce est d'abord placée dans le genre Deconica en 1889 ; elle est transférée dans le genre actuel en 1978.